# Eupogonius hagmanni
Eupogonius hagmanni är en skalbaggsart som beskrevs av Julius Melzer 1927. Eupogonius hagmanni ingår i släktet Eupogonius och familjen långhorningar. Inga underarter finns listade i Catalogue of Life.